# وارنر، کنت گره
وارنر از گره (و یا ورنر یا گارنیه از گری) (درگذشته ۲۲ یا ۲۳ ژوئیه ۱۱۰۰) کنت گره، یک نجیب‌زاده فرانسوی از گره-دوآسو بود که در حال حاضر در برابانت والونی در بلژیک قرار دارد. او یکی از شرکت کنندگان در لشکر گادفری بوین درنخستین جنگ صلیبی بود و یک سال پس از پایان جنگ صلیبی در اورشلیم درگذشت. از برادرش هنری نیز به عنوان کنت گره یاد شده و وارنر را در نخستین جنگ صلیبی همراهی کرد.
در سال ۱۰۹۶ یا ۱۰۹۷، وارنر مقداری از زمین‌های خود را برای تأمین مالی شرکت در جنبش صلیبی به فروش رساند.
به گفته آلبرت آخنی، او یکی از بستگان گادفری بوین بود و او را در این سفر همراهی کرد. او به همراه گادفری در ملاقات با پادشاه مجارستان کالمن و همچنین هنگامی که به قسطنطنیه رسیدند، در دیدار با امپراتور بیزانس، الکسیوس یکم، شرکت داشت.
آلبرت از او در محاصره نیقیه در سال 1097 و در محاصره انطاکیه در سال ۱۰۹۸ نام برده‌است. ویلیام صوری می‌گوید که زمانی که فرستادگان فاطمی از مصر برای دیدار با صلیبیون وارد شدند، وارنر آنان را در راه بازگشت به مصر و در راه ساحل همراهی کرد. با این وجود، وارنر و سایر همراهانش هنگام بازگشت به اردوگاه صلیبی توسط ساکنان مناطق اطراف انطاکیه مورد کمین قرار گرفتند. پس از اینکه صلیبیون انطاکیه را تصرف کردند و شهر در محاصره کربغا، امیرموصل قرار گرفت او به عنوان بخشی از لشکر پنجم سپاه صلیبی بود که برای حمله به کربغا به میدان رفت.
پس از تصرف اورشلیم توسط صلیبیون در سال ۱۰۹۹، وارنر یکی از معدود افرادی بود که با گادفری در آنجا ماند. هنگامی که گادفری در سال ۱۱۰۰ بیمار شد، وارنر و تانکرد، شاهزاده جلیل با ناوگان ونیزی که در یافا لنگر انداخته بودند، حیفا را محاصره کردند. وارنر در طول آماده‌سازی بیمار شد و در ادامه محاصره سپاه را همراهی نکرد، و همان‌طور آلبرت می‌گوید، او را «با تختی روان به اورشلیم منتقل کردند.»
در اورشلیم، پاتریارک جدید لاتین، دیمبرت از پیزا، با گادفری توافقی کرده بود که به موجب آن اورشلیم به تصرف کلیسا درمی‌آمد. هنگامی که گادفری در ۱۸ ژوئیه درگذشت، وارنر و سایرین از یاران گادفری نمی‌خواستند دیمبرت کنترل را به دست بگیرد، بنابراین برج داوود را تصرف کرده و از ورود دیمبرت جلوگیری کردند. به گفته ویلیام صوری، این یک عمل شرم آور و برخلاف آرزوهای گادفری بوده باشد، اما ممکن است در واقع همان چیزی بوده باشد که گادفری می‌خواست. وارنر برای برادر گادفری، بالدوین، کنت ادسا، پیام فرستاد، اما خودش در ۲۳ ژوئیه درگذشت (سایر منابع می‌گویند ۲۲ ژوئیه). ویلیام صوری میگ. ید که مرگ او تأییدی بر ادعاهای دیمبرت بود، گرچه دیگر حامیان گادفری تا رسیدن بالدوین برج را نگه داشتند و حکومت شهر در دستان غیر روحانیان باقی ماند.